# Comté de Bruce Rock
Le Comté de Bruce Rock  est une zone d'administration locale au sud-est de l'Australie-Occidentale en Australie. Le comté est situé à 50 km au sud de Merredin et à environ 250 km à l'est de Perth, la capitale de l'État.
Le centre administratif du comté est la ville de Bruce Rock.
Le comté se compose des localités suivantes :
- Bruce Rock
- Ardath
- Babakin
- Belka
- Erikin
- Kwolyin
- Shackleton
- Yarding

Le comté a onze conseillers locaux et n'est pas divisé en circonscriptions.